# Томпсон, Дон (бизнесмен)
Дональд Томпсон (англ. Donald Thompson; род. 30 марта 1963, Чикаго) — американский инженер и бизнесмен, являлся президентом и главным исполнительным директором (CEO) корпорации McDonald’s с 2012 до 2015 года.

## Биография
Томпсон родился в Чикаго. Он был очень способным учеником и в возрасте 10 лет пошел в 6 класс. Из-за распространяющегося влияния различных банд и группировок в его районе, его бабушка приняла решение перевезти его к родственникам в Индианаполис.
Томпсон окончил Университет Пердью, где в 1984 году получил степень бакалавра наук по электротехнике. Он также имеет почетную докторскую степень от колледжа Эксельсиор.

## Карьера
Томпсон присоединился к корпорации McDonald’s в 1990 году после работы на военном авиапроизводителе. В McDonald’s Томпсон проектировал роботизированное оборудование для транспортировки продуктов питания и создавал схемы управления для приготовления пищи. Томпсону было предложено стать инженером проектирования робототехники, схем управления и контуров обратной связи. В конце концов он принял приглашение от работающего там инженера посетить штаб-квартиру McDonald’s в пригороде Чикаго. Вскоре после визита его наняли и зачислили в программу Black Career Development.
Начав свою карьеру в McDonald’s в 1990 году, Томпсон быстро поднялся по карьерной лестнице. К 1992 году он был повышен до должности менеджера проектов и директора по персоналу в отделе развития качества. Затем в 1994 году он перешел в операционный отдел, потратив первые шесть месяцев на изучение основ управления рестораном «McDonald’s», работая в ресторане в Южном Чикаго, пройдя путь от повара до менеджера.
К 1998 году Томпсон был повышен до регионального менеджера в регионе Сан-Диего, Калифорния, и курировал 350 ресторанов. Затем он был повышен до старшего вице-президента дивизиона Среднего Запада, где он курировал 2200 ресторанов. Последующее повышение привело к тому, что он стал президентом дивизиона Запада, что дало ему ответственность за 4000 ресторанов.
К январю 2005 года Томпсон, исполнительный вице-президент, начал работать в качестве главного операционного директора (COO) всех ресторанов США. 23 августа 2006 года он стал президентом McDonald’s USA и McDonald’s Restaurants of Canada. В 2007 году Томпсон занял должность главного операционного директора глобальной корпорации, а 1 июля 2012 года он стал президентом и главным исполнительным директором (CEO) McDonald’s Corp, сменив уходящего генерального директора, уходящего на пенсию Джима Скиннера.
Из-за снижения клиентского трафика на 4,1 процента в 2014 году Томпсон объявил, что уходит с должности генерального директора с 1 марта 2015 года.
В 2014 году Томпсон и его жена стали соучредителями некоммерческой организации The Cleveland Avenue Foundation for Education, а в 2015 году — венчурной компании по производству продуктов питания и напитков Cleveland Avenue LLC. Одна из крупнейших инициатив их некоммерческой организации называется The 1954 Project, которая была запущена в 2020 году и направлена на сбор 100 миллионов долларов в помощь чернокожим педагогам.